# Балка Вовча
Балка Вовча — річка в Україні, у Криворізькому районі Дніпропетровської області. Права притока Кам'янки (басейн Дніпра).

## Опис
Довжина річки 13 км, похил річки — 3,1 м/км. Площа басейну 59,1 км². Місцями пересихає.

## Розташування
Бере початок на південному сході від села Львів. Тече переважно на південний схід через Новий Шлях, Бурлацьке і між Катеринівкою і Широчанами впадає і річку Кам'янку, праву притоку Базавлука.